# Psilocera obscura
Psilocera obscura är en stekelart som beskrevs av Walker 1833. Psilocera obscura ingår i släktet Psilocera och familjen puppglanssteklar. Arten är reproducerande i Sverige. Inga underarter finns listade i Catalogue of Life.